# Michimahuida

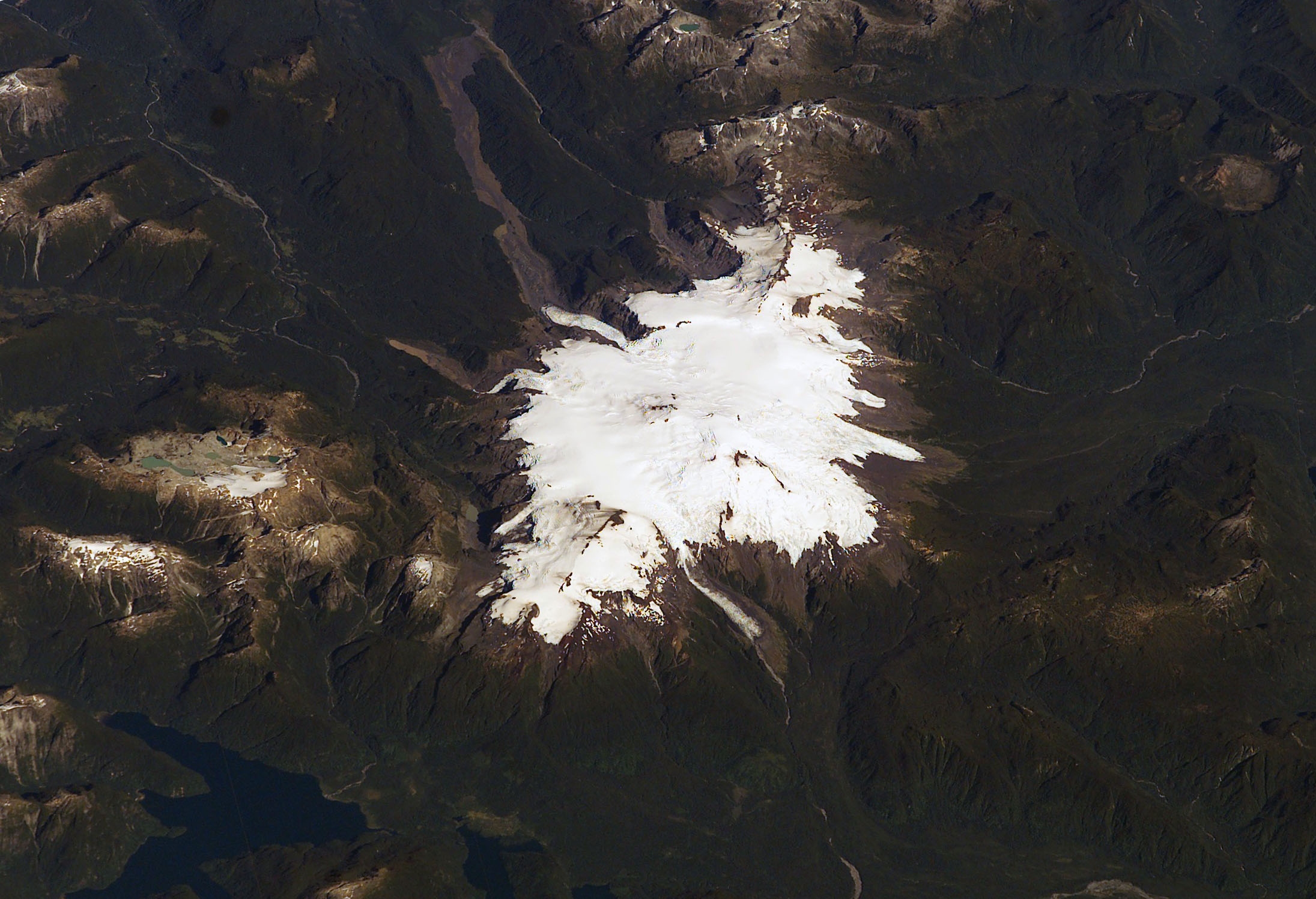

O Michimahuida, chamado ainda de Minchinmávida e Michimahuida, é um vulcão de 2.480 metros de altura, localizado a 35 quilômetros da cidade de Chaitén, a 1.300 quilômetros ao sul de Santiago.